# Kuniya Daini
Kuniya Daini (født 12. oktober 1944) er en japansk fodboldspiller.

## Japans fodboldlandshold
| Japans landshold | Japans landshold | Japans landshold |
| År               | Kmp              | Mål              |
| ---------------- | ---------------- | ---------------- |
| 1972             | 6                | 0                |
| 1973             | 4                | 0                |
| 1974             | 7                | 0                |
| 1975             | 12               | 0                |
| 1976             | 15               | 0                |
| Total            | 44               | 0                |